# Barnaby (Comic strip)
Pour les articles homonymes, voir Barnaby.
Barnaby est un comic strip de Crockett Johnson lancé le 20 avril 1942 dans le quotidien new-yorkais PM (en)] et publié jusqu'au 2 février 1952, alors qu'il était réalisé depuis 1946 par le dessinateur Jack Morley et le scénariste Ted Ferro.
Destinée dans un style très minimaliste, cette bande dessinée humoristique met en scène Barnaby Baxter, un garçonnet de 5 ans, qui après avoir souhaité recevoir la visite d'une bonne fée se retrouve affublé de Jackeen O. M'Malley, petit homme bedonnant aux ailes de fée qui utilise son cigare pour lancer les sorts, ainsi que de tout un ensemble d'autres personnages magiques. Au plus fort de sa popularité, il était publié dans 64 journaux, atteignant une diffusion cumulée de 5,5 millions d'exemplaires, ce qui était peu pour les standards de l'époque. Malgré un réel succès critique, la série est donc arrêtée après dix ans de diffusion avec le sixième anniversaire de Barnaby.
De septembre 1960 à avril 1962 Johnson et Hall Syndicate (en) tentent de relancer la série avec le dessinateur Warren Sattler mais la tentative fait long feu.

## Publications en français
- Barnaby, Crockett Johnson, Actes Sud/L'An 2, 2015 - Sélection Patrimoine du Festival d'Angoulême 2016.